# Ligamento transverso del atlas
En anatomía, el ligamento transverso del atlas es un ligamento que se arquea a través del anillo del atlas (la vértebra cervical más alta, que sostiene directamente el cráneo), y mantiene la apófisis odontoides en contacto con el atlas.

## Anatomía
Es cóncavo por delante, convexo por detrás, más ancho y grueso en el centro que en los extremos, y está firmemente unido a ambos lados a un pequeño tubérculo en la superficie medial de la masa lateral del atlas.
Al cruzar la apófisis odontoides, un pequeño fascículo (crus superius) se prolonga hacia arriba, y otro (crus inferius) hacia abajo, desde las fibras superficiales o posteriores del ligamento.
El primero está unido a la parte basilar del hueso occipital, en estrecha relación con la membrana tectoria; el segundo está fijado a la superficie posterior del cuerpo del axis; de ahí que todo el ligamento reciba el nombre de ligamento cruzado del atlas.
El ligamento transversal divide el anillo del atlas en dos partes desiguales: de ellas, la posterior y más grande sirve para la transmisión de la médula espinal y sus membranas y los nervios accesorios; la anterior y más pequeña contiene la apófisis odontoides.
El cuello de la apófisis odontoides está constreñido donde lo abraza posteriormente el ligamento transverso, de modo que este ligamento basta para retener la apófisis odontoides en su posición después de que se hayan dividido todos los demás ligamentos.

## Relación con la enfermedad
La laxitud excesiva del ligamento transverso posterior puede provocar inestabilidad atlantoaxial, una complicación común en pacientes con síndrome de Down. También se ha planteado la hipótesis de que la laxitud es la causa de la hipertrofia degenerativa y del estrés atlantoaxial mecánico. Los procesos degenerativos pueden dar lugar a quistes del ligamento transverso, lo que provoca una mielopatía cervical progresiva. El tratamiento de elección para los quistes del ligamento transverso con deterioro neurológico progresivo es la resección quirúrgica y la fusión cervical. El tratamiento conservador con inmovilización externa del cuello es menos frecuente, pero puede ser muy útil en casos seleccionados en los que la intervención quirúrgica inmediata no está indicada.